# 莫羅灣
莫羅灣是菲律賓的一個海灣，屬於西里伯斯海的一部分，被三寶顏半島和棉蘭老島包圍，長230公里、寬160公里。1976年8月16日，西里伯斯海發生黎克特制7.9級地震，引發的海嘯導致該海灣沿岸5,000多人死亡。
7°N 123°E / 7°N 123°E